# Walter Trefz
Walter Trefz (* 8. Oktober 1938 in Stuttgart; † 29. Juli 2021 in Dornstetten) war ein deutscher Förster, Umweltaktivist, Kommunalpolitiker und Naturphilosoph. 
Trefz stammte aus Stuttgart und wuchs nach dem Krieg, aus dem sein Vater nicht zurückkehrte, mit Mutter und Großmutter in Lombach auf. Nach Schule und Ausbildung diente er als Soldat auf Zeit bei den Gebirgsjägern in Bad Reichenhall. Sein letzter Dienstgrad war Oberleutnant. Mit der Begründung, die Zeiten und Notwendigkeiten hätten sich geändert, verweigerte er nachträglich den Wehrdienst und wurde überzeugter Pazifist. In den 1980er Jahren trat Trefz den Grünen bei und engagierte sich als politischer Aktivist gegen Kernkraft und im Zuge der Waldsterben-Diskussion gegen Braunkohle-Kraftwerke. Er war bei den Protesten in Wackersdorf und Wyhl mit dabei. Trefz war Mitbegründer des Bundes für Umwelt und Naturschutz in Freudenstadt.
In seinem Beruf als Förster trat Trefz 1966 seine erste Stelle im Revier Christophstal im Freudenstädter Stadtwald an. Von 1973 bis 1999 war er Revierförster auf dem Kniebis. Schon bald machte er sich über die Region hinaus einen Namen. Als Mensch war er ein Original, eine Persönlichkeit, die Freund und Gegner stark beeindruckte. 
Seine markanten Aussprüche waren gefürchtet, etwa: „Politiker sind für den Wald gefährlicher als der Borkenkäfer“. Als Kommunalpolitiker war Walter Trefz 25 Jahre für die Grünen im Freudenstädter Kreistag tätig, die er zuletzt auch in der Regionalversammlung des Regionalverbands Nordschwarzwald vertrat. Im Gemeinderat von Freudenstadt war er 30 Jahre lang für die Bürgeraktion aktiv. Mit Leidenschaft vertrat er seine Positionen zum Umwelt- und Klimaschutz. Auch im Ortschaftsrat vom Kniebis war er engagiert.
Walter Trefz gehörte zu den Ideengebern des Nationalparks Schwarzwald. Die Südwest Presse bezeichnete ihn posthum als „eine Art Nationalheiliger des Schwarzwalds“. Im März 2021 wurde ihm das Bundesverdienstkreuz am Bande verliehen. Umweltminister Franz Untersteller bezeichnete ihn als „Pionier für den Umweltschutz in Baden-Württemberg“ und als „Naturphilosophen“. 
Walter Trefz verunglückte am Abend des 29. Juli 2021 auf der B28 bei Dornstetten, als sein Fahrzeug aus unbekanntem Grund auf die Gegenfahrbahn geriet.